# Tres Piedras
Tres Piedras  (in spagnolo: tre rocce) è una comunità non incorporata degli Stati Uniti d'America della contea di Taos nello Stato del Nuovo Messico. Situata nella parte settentrionale dello stato, si trova adiacente alla foresta nazionale di Carson.

## Geografia fisica
Tres Piedras si trova circa 30 miglia a nord-ovest di Taos e ad ovest del Rio Grande sulla U.S. Route 64. A circa 8 000 piedi (2 400 m) di altitudine, si trova all'interno della porzione meridionale della catena montuosa di San Juan delle Montagne Rocciose. È sul bordo occidentale di una pianura artemisia, con pini gialli che crescono in tutto il villaggio. Il villaggio è adiacente alla foresta nazionale di Carson.

## Storia
Il villaggio, che prende il nome da tre rocce di granito, fu creato nel 1879 e divenne un piccolo villaggio di ranch e legname.
Tra il 1880 e il 1941 Tres Piedras era una fermata ferroviaria sulla linea a scartamento ridotto della Chili Line che operava tra Antonito, Colorado, e Santa Fe, Nuovo Messico. Il villaggio ha ancora la vecchia torre dell'acqua della ferrovia.

## Economia

### Servizi
È un'area di arrampicata in granito, una delle due ad ovest del Rio Grande nel Nuovo Messico.